# Dave McKenna

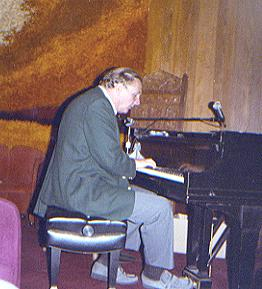
Dave McKenna

David Jr. „Dave“ McKenna (* 30. Mai 1930 in Woonsocket, Rhode Island; † 18. Oktober 2008 in State College, Pennsylvania) war ein US-amerikanischer Jazz-Pianist.

## Leben und Wirken
McKenna lernte bereits mit 7 Jahren Klavier. Im Bereich des Jazz ist er Autodidakt und sammelte erste Erfahrungen als Musiker unter Boots Mussulli (1947), Charlie Ventura (1949) und Woody Herman (1950–51). Nach einer zweijährigen Militärzeit 1953–1954, die er in Korea verbrachte, wurde er erneut Mitglied in Venturas Band. In der Folgezeit arbeitete er mit Musikern wie Gene Krupa (1956), Stan Getz, Zoot Sims, Al Cohn, Eddie Condon und Bobby Hackett (ab 1959), mit dessen Quartett er von der Kritik gelobte Platten wie Blues With a Kick aufnahm.
In den 1970er Jahren kam er mit Bob Wilber und Pug Horton zurück auf die internationale Bühne. Daneben trat er auch immer wieder als Solist in den Pianobars von Massachusetts auf, ferner im New Yorker Michael’s Pub. In den 1980er Jahren tourte er mit der Superband, zu der auch Warren Vaché und Scott Hamilton gehörten. Am 18. Oktober 2008 starb McKenna 78-jährig an den Folgen einer Lungenkrebserkrankung.
Dave McKenna spielte sowohl als Leader als auch als Sideman zahlreiche Alben ein und war als Pianist in herausragenden kleinen Besetzungen und auch als Solist zu bewundern. Er war einer der wenigen bedeutenden Jazzmusiker, die kaum in Europa zu hören waren – was vor allen Dingen daran lag, dass er die im US-Fernsehen allgegenwärtigen Baseball-Übertragungen nicht versäumen wollte.
Stilprägend war seine Spielart des „three-handed swing“, bei der er mit dem linken Daumen sowie Daumen und Zeigefinger der rechten Hand eine rhythmisch stark ausgeprägte Basslinie von Akkorden kontrapunktierte, die umspielt wurde von einer Melodielinie der restlichen Finger der rechten Hand.

## Diskographische Hinweise
- The Piano Scene of Dave McKenna mit Johnny Drew, Osie Johnson, 1958
- The Dave McKenna Quartett (Chiaroscuro, 1974) mit Zoot Sims, Major Holley, Ray Mosca dm
- One Bass Hit (Concord, 1979) mit Scott Hamilton, Jake Hanna
- Left Handed Compliment (Concord, 1979)
- Giant Strides (Concord, 1979)
- Solo Piano (Chiaroscuro, 1979)
- Dancing in the Dark (Concord, 1985)
- Major League (Concord 1986) mit Scott Hamilton und Jake Hanna
- Live at Maybeck Recital Hall, Vol. 2 (Concord, 1989)
- A Handful of Stars (Concord, 1992)
- An Intimate Evening With Dave McKenna (Arbors, 2002)
- In Madison (Arbors, ed. 2018)

## Lexigraphischer Eintrag
- Ian Carr, Digby Fairweather, Brian Priestley: Rough Guide Jazz. Der ultimative Führer zur Jazzmusik. 1700 Künstler und Bands von den Anfängen bis heute. Metzler, Stuttgart/Weimar 1999, ISBN 3-476-01584-X.
- Richard Cook, Brian Morton: The Penguin Guide to Jazz Recordings. 8. Auflage. Penguin, London 2006, ISBN 0-14-102327-9.